# Cryptanura paranensis
Cryptanura paranensis là một loài tò vò trong họ Ichneumonidae.